# Tancrède

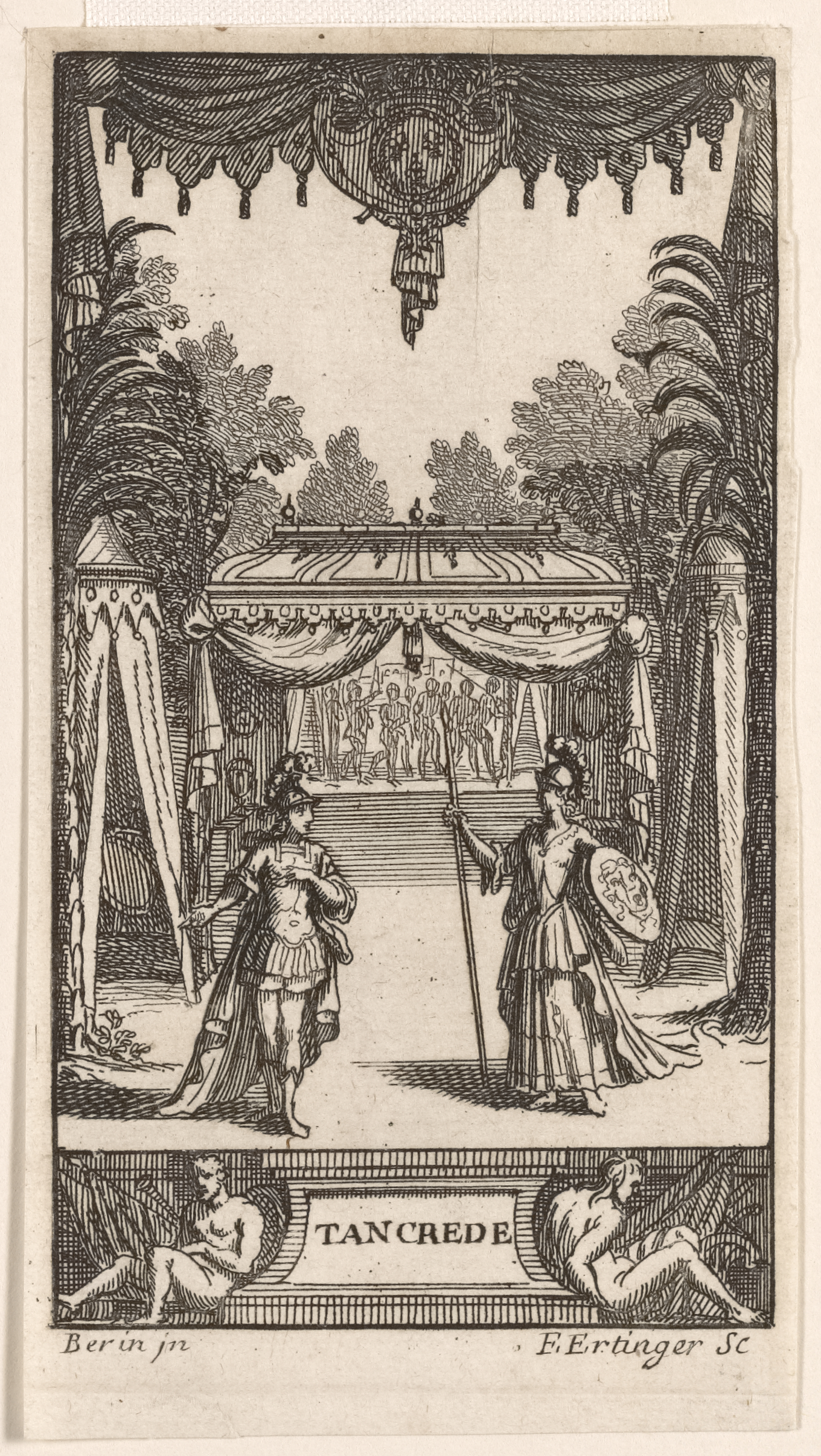
Scen från akt II av Tancrède.

Tancrède är en fransk opera (Tragédie en musique) i prolog och fem akter med musik av André Campra och libretto av Antoine Danchet efter Torquato Tassos episka poem Det befriade Jerusalem (1581).

## Historia
Tancrède var Campras mest framgångsrika seriösa opera och framfördes regelbundet till 1764. Handlingen gav Campra många tillfällen till beskrivande musik och effekter; till exempel användningen av flöjter för att frammana ljudet av träd i den förtrollade skogen. Operan var unik på sin tid då hjälten inte sjöngs av en haute-contre (en hög tenorstämma), samt att de tre bärande rollerna (Tancrède, Argant och Isménor) sjöngs av basar. Operan hade premiär den 7 november 1702 på Parisoperan under ledning av Marin Marais.

## Handling
Handlingen är hämtad från den tolfte sången i Tassos dikt, där den kristne krigaren Tancrède möter Clorinde, som han blir hemligt förälskad i. Den svartsjuka Herminie, som älskar Tancrède, och Argant, som älskar Clorinde, konspirerar med trollkarlen Isménor för att lura Tancrède till den förtrollade skogen. Clorinde bär rustning och Tancrède känner inte igen henne, och i en duell sårar han henne dödligt i tron att det är Argant han strider mot. Då hon ber att bli döpt fäller Tancrède upp hennes visir och upptäcker att han har dödat sin älskade.